# Edmund Blum
Edmund Blum (9. září 1874, Steinamanger/Szombathely Maďarsko – 14. dubna 1938, Vídeň) byl rakouský lékař a spisovatel.

## Život
Narodil se roku 1874, jeho rodiče byli Alexander Blum a Julia rozená Lazarus. Blum studoval na lékařské fakultě ve Vídni. Studium na vídeňské univerzitě zakončil 29. dubna 1898 promocí a titulem doktor medicíny. V roce 1907 se stal členem lékařské komory. Občanským povoláním byl sice zubní lékař, ale zároveň byl také spisovatel a nakladatel.

## Dílo
Blum publikoval pod vlastním jménem přes dvacet knih a kromě toho také používal pseudonym E. B. Junkh. Jeho první kniha se jmenovala Warum lassen sich die Juden nicht taufen?! česky Proč se Židé nenechají pokřtít? a vyšla v roce 1913 v nakladatelství O. Th. Scholl. Určitou popularitu mu získal jeho projekt „Dr. Blum Bücher“ (Knihy dr. Bluma), knižní řada sexuálně-psychologických románů, novel a studií. Tato řada mu zajistila nejen obvinění z rozšiřování pornografie, ale také pozornost konkurence a vídeňských úřadů. V roce 1920 založil vlastní nakladatelství „E. B. Seps“ se sídlem ve Vídni. V reklamních letácích se sám označoval za „německého Maupassanta“ a produkoval několik knih ročně. Později založil další řadu jménem „Intime Bibliothek“ (Intimní knihovna) a psal další romány, které však ne všechny našly nakladatele ochotného je vydat, jako například Der Asket, Der Leichenschänder nebo Die Geschlechtsverirrung. Roku 1928 založil další nakladatelství nazvané „Bergis Verlag Wien“, zde publikovali také jiní autoři jako Max Epstein, Hermann W. Anders, Hellmut Schlien, Fritz v. Unruh nebo Berthold Sprung. Edmund Blum zemřel 14. dubna 1938 ve Vídni.

## Zajímavost
Hlavní postava románu Jamese Joycea Ulysses, Leopold Bloom inspirovala k pořádání svátku Bloomsday, který se koná každoročně 16. června. Jelikož Joyce nechal otce Leopolda Blooma, Rudolfa Viraga (maďarsky znamená Virag v němčině Blume, česky květina) pocházet ze Szombathely, pořádá se tento svátek také zde. V centru na náměstí Fö tér číslo 40 stojí socha Jamese Joycea a na domě, kde bydlel Martin Blum, dědeček Edmunda Bluma je umístěna pamětní deska.

### Romány
- Warum lassen sich die Juden nicht taufen?! (1913)
- Das Brauthemd (1919)
- Die Gefallene (1920)
- Die Halbjuden (1920)
- Junggesellennot, sexual-psychologischer Roman (1920)
- Die Lüsterne (1922)
- Die Gelegenheitsmacherin (1922)
- Magdas Fehltritt (1923)
- Die Hochzeitsnacht (1923)
- Die Verführte (1923)
- Judenhaß (1923)
- Ohne Wollust (1923)
- Sommerbräutigam
- Die Sumpfblume und andere Wiener Novellen (1923)
- Lebt Gott noch? Krise der Weltanschauung (1928)
- Die Damen Bolzani (1932)
- Des Selbstmörders Schwester (1932)
- Das Eheexperiment (1920)
- Sein Venusdienst (1923)
- Mädis Irrwege (1925)
- Die Verführte (1923)
- Der Hund und die Liebe (1923)
- Treu bis Neapel (1923)
- Die Schande (1923)
- Schach der Liebe (1923)